# Liste des députés de la préfecture d'Ishikawa
Cette page liste les membres de la Chambre des représentants du Japon élus dans les circonscriptions de la préfecture d'Ishikawa.

## 41elégislature(1996-2000)
Au cours de la 41e législature, les députés de la préfecture d'Ishikawa furent les suivants :
| Circonscription | Député | Député              | Parti politique | Mandat    |
| --------------- | ------ | ------------------- | --------------- | --------- |
| 1re             |        | Keiwa Okuda (ja)    | Shinshintō      | 1996-1998 |
| 1re             |        | Ken Okuda (ja)      | PDJ             | 1998-2000 |
| 2e              |        | Yoshirō Mori        | PLD             |           |
| 3e              |        | Tsutomu Kawara (ja) | PLD             |           |

## 42elégislature(2000-2003)
Au cours de la 42e législature, les députés de la préfecture d'Ishikawa furent les suivants :
| Circonscription | Député | Député              | Parti politique |
| --------------- | ------ | ------------------- | --------------- |
| 1re             |        | Hiroshi Hase        | PLD             |
| 2e              |        | Yoshirō Mori        | PLD             |
| 3e              |        | Tsutomu Kawara (ja) | PLD             |

## 43elégislature(2003-2005)
Au cours de la 43e législature, les députés de la préfecture d'Ishikawa furent les suivants :
| Circonscription | Député | Député              | Parti politique |
| --------------- | ------ | ------------------- | --------------- |
| 1re             |        | Ken Okuda (ja)      | PDJ             |
| 2e              |        | Yoshirō Mori        | PLD             |
| 3e              |        | Tsutomu Kawara (ja) | PLD             |

## 44elégislature(2005-2009)
Au cours de la 44e législature, les députés de la préfecture d'Ishikawa furent les suivants :
| Circonscription | Député | Député               | Parti politique |
| --------------- | ------ | -------------------- | --------------- |
| 1re             |        | Hiroshi Hase         | PLD             |
| 2e              |        | Yoshirō Mori         | PLD             |
| 3e              |        | Shigeo Kitamura (ja) | PLD             |

## 45elégislature(2009-2012)
Au cours de la 45e législature, les députés de la préfecture d'Ishikawa furent les suivants :
| Circonscription | Député | Député            | Parti politique |
| --------------- | ------ | ----------------- | --------------- |
| 1re             |        | Ken Okuda (ja)    | PDJ             |
| 2e              |        | Yoshirō Mori      | PLD             |
| 3e              |        | Kazuya Kondō (ja) | PDJ             |

## 46elégislature(2012-2014)
Au cours de la 46e législature, les députés de la préfecture d'Ishikawa furent les suivants :
| Circonscription | Député | Député               | Parti politique |
| --------------- | ------ | -------------------- | --------------- |
| 1re             |        | Hiroshi Hase         | PLD             |
| 2e              |        | Hajime Sasaki (ja)   | PLD             |
| 3e              |        | Shigeo Kitamura (ja) | PLD             |

## 47elégislature(2014-2017)
Au cours de la 47e législature, les députés de la préfecture d'Ishikawa furent les suivants :
| Circonscription | Député | Député               | Parti politique |
| --------------- | ------ | -------------------- | --------------- |
| 1re             |        | Hiroshi Hase         | PLD             |
| 2e              |        | Hajime Sasaki (ja)   | PLD             |
| 3e              |        | Shigeo Kitamura (ja) | PLD             |

## 48elégislature(2017-2021)
Au cours de la 48e législature, les députés de la préfecture d'Ishikawa furent les suivants :
| Circonscription | Député | Député             | Parti politique |
| --------------- | ------ | ------------------ | --------------- |
| 1re             |        | Hiroshi Hase       | PLD             |
| 2e              |        | Hajime Sasaki (ja) | PLD             |
| 3e              |        | Shōji Nishida (ja) | PLD             |

## 49elégislature(2021-2024)
Au cours de la 49e législature, les députés de la préfecture d'Ishikawa furent les suivants :
| Circonscription | Député | Député             | Parti politique |
| --------------- | ------ | ------------------ | --------------- |
| 1re             |        | Takuo Komori (ja)  | PLD             |
| 2e              |        | Hajime Sasaki (ja) | PLD             |
| 3e              |        | Shōji Nishida (ja) | PLD             |

## 50elégislature(depuis 2024)
Au cours de la 50e législature, les députés de la préfecture d'Ishikawa sont les suivants :
| Circonscription | Député | Député             | Parti politique |
| --------------- | ------ | ------------------ | --------------- |
| 1re             |        | Takuo Komori (ja)  | PLD             |
| 2e              |        | Hajime Sasaki (ja) | PLD             |
| 3e              |        | Kazuya Kondō (ja)  | PDC             |